# 格拉特山脈

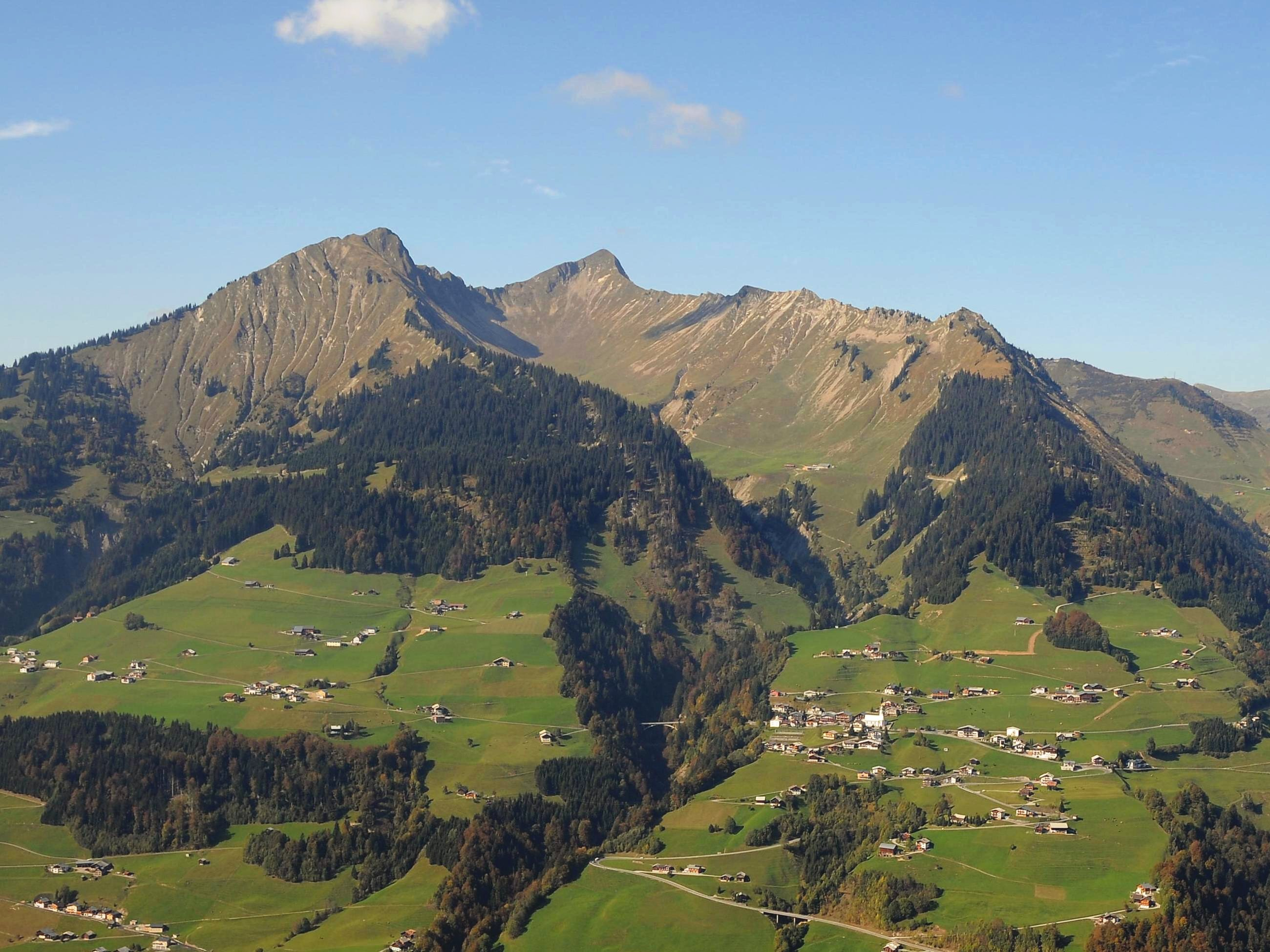

47°15′55″N 9°52′47″E / 47.26528°N 9.87972°E
格拉特山脈（德語：Glatthorngruppe），是奧地利的山脈，位於該國西部，由福拉爾貝格州負責管轄，屬於布雷根茨森林山脈的一部分，最高點格拉特山海拔高度2,133米，山體由砂岩和泥灰岩組成。